# Pahamunaya akontios
Pahamunaya akontios är en nattsländeart som beskrevs av Malicky och Chantaramongkol 1997. Pahamunaya akontios ingår i släktet Pahamunaya och familjen fångstnätnattsländor. Inga underarter finns listade i Catalogue of Life.